# Taller de Atenas 894

Una caravana en el vientre de una ánfora ática, circa 720/700 a. C.

El Taller de Atenas 894 se describe como un taller de alfarería del período geométrico ático, que está datado en el último tercio del siglo VIII a. C.
El taller de Atenas 894 fue el taller más importante en la tradición del Taller de Dipilón en la fase SG II b del período geométrico tardío junto con el Pintor de Filadelfia. Se especializó en ánforas de cuello alto y delgadas con una prótesis en el cuello y decoradas con una procesión de carros en el vientre. También se atribuyen al taller más de diez formas de vasos. Robert Manuel Cook fue el primer investigador que compiló el inventario central del taller; Jean M. Davison, Eva T. H. Brann, John Nicolas Coldstream y Nikolaus Himmelmann ampliaron la serie de atribuciones.
Los vasos del taller muestran un rango de variación comparativamente grande. Las paredes son en su mayoría de grosor medio, raramente de grosor bajo. Hay ambos tipos de superficies muy planas y muy profundas. La transición del cuerpo al borde es claramente visible sin formar un talón. La superficie inferior es mayormente plana. Las asas suelen ser bastante fuertes y están unidas al cuerpo del vaso por debajo de la extensión más lejana. Característico para la técnica de la pintura son los frisos de animales en la tradición del Taller de Dipilón. Se exhiben caballos, ciervos, cabras, pájaros y leones. Los caballos rara vez aparecen como monturas, sobre todo como carros. Los frisos de los animales se unieron con adornos de relleno como diamantes en cuadrícula o punteados debajo de la panza del animal, líneas en zigzag a través de la espalda, hileras angulares verticales o serpentinas, relojes de arena dispersos y líneas en forma de destello entre las patas delanteras. Los leones también se han reproducido de una forma particularmente característica, con sus gargantas abiertas de par en par y sus mandíbulas superiores arqueadas. Las patas muestran las garras y las colas se enrollan sobre la espalda. Las imágenes humanas muestran círculos de mujeres con bailarinas con faldas escocesas y guerreros con escudos de Dipilón.
El principal representante y epónimo del taller es el Pintor de Atenas 894, otro importante representante es el Pintor Statathou. El pintor de Atenas 894 y por lo tanto el grupo recibió sus nombres convenidos por un vaso que se mantiene bajo el número de inventario 894 en el Museo Arqueológico Nacional de Atenas.